# Відступання льодовиків з 1850 року

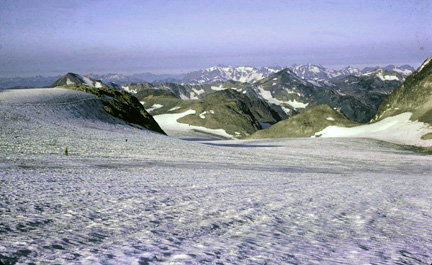
Вигляд льодовика Вайтчак у Glacier Peak Wilderness. в 1973 році

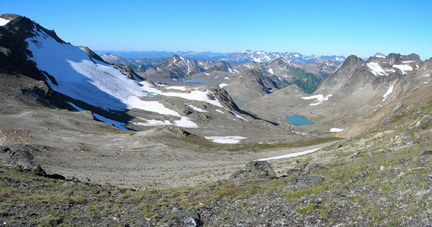
Той самий район в 2006 році, коли льодовик відступив на 1,9 км.

Відступання льодовиків з 1850 року — зменшення площі льодовиків по всьому світу, що істотно впливає на наявність стабільних джерел прісної води, існування гірських екосистем, використання навколишніх територій людиною та, в довгостроковій перспективі, рівень води в океанах. Як і льодовики загалом, це явище досліджується гляціологами, що пов’язують його з потеплінням атмосфери, викликаним збільшенням кількості парникових газів через господарську діяльність людини. Найбільші відносні втрати льодовикового покриву спостерігаються на гірських хребтах помірних широт, таких як Гімалаї, Альпи, Скелясті гори та Південні Анди, а також на ізольованих тропічних вершинах, таких як Кіліманджаро. Часто відступлення льодовиків використовується для відстеження температури повітря у сучасні та минулі часи. Протягом Малого льодовикового періоду, приблизно з 1550 до 1850 років, середньосвітові температури були дещо нижчі за сучасні. Після цього, приблизно до 1940 року, льодовики почали відступати у міру поступового підвищення температури повітря. Це відступання уповільнилося або навіть припинилося протягом недовгого періоду глобального похолодання між 1950 і 1980 роками. Однак, починаючи з 1980 року, значне глобальне потепління призвело до нового набагато швидшого танення льодовиків по всьому світу, в результаті чого багато з них зникло, а існування багатьох інших знаходиться під значною загрозою. В певних районах, таких як Анди та Гімалаї, зникнення льодовиків матиме значні наслідки для забезпечення прісною водою навколишнього населення і місцевих екосистем. Сучасне швидке руйнування околичних льодовиків Гренландького і Західноантарктичного льодовикових щитів, що почалося близько 1985 року, може бути передвісником істотного підвищення рівня океанів, що матиме руйнівні наслідки для прибережних районів всього світу.